# Cassanje Calucala
Cassanje Calucala, também grafada como Cassange-Calucala ou Cassengue, é uma vila e comuna angolana que se localiza na província de Lunda Norte, pertencente ao município de Xá-Muteba. É predominado por imbangalas que economicamente depende da pesca,  agricultura e e a caça, apesar de ser rico em recursos minerais tais como diamante